# Ernesto Veiga de Oliveira
Ernesto Luís Alves da Veiga de Oliveira (Porto, 24 de junho de 1910 – Lisboa, 14 de janeiro de 1990) foi um etnólogo português que contribuiu para a evolução dos estudos etnográficos e da museologia em Portugal. Fez parte da equipa que liderada por Jorge Dias, esteve génese do Museu Nacional de Etnologia da qual também faziam parte Margot Dias, Fernando Galhano e Benjamim Pereira.

## Biografia
Ernesto Veiga de Oliveira, nasceu no dia 24 de Julho de 1910, na Foz do Douro (Porto), numa família cosmopolita portuense. 
Após ter concluído o secundário no Porto, foi para Coimbra estudar Direito, tendo terminado o curso em 1932. Exerceu advocacia durante apenas dois anos, experimenta outros trabalhos e acaba por ir trabalhar na função pública.  Em 1947, volta a inscrever-se novamente na Universidade de Coimbra onde faz o curso de Ciências Histórico-Filosóficas. 
Em 1953 junta-se à equipa que liderada por Jorge Dias no Centro de Estudos de Etnologia, está na génese do Museu Nacional de Etnologia da qual também faziam parte Margot Dias, Fernando Galhano e Benjamim Pereira.  

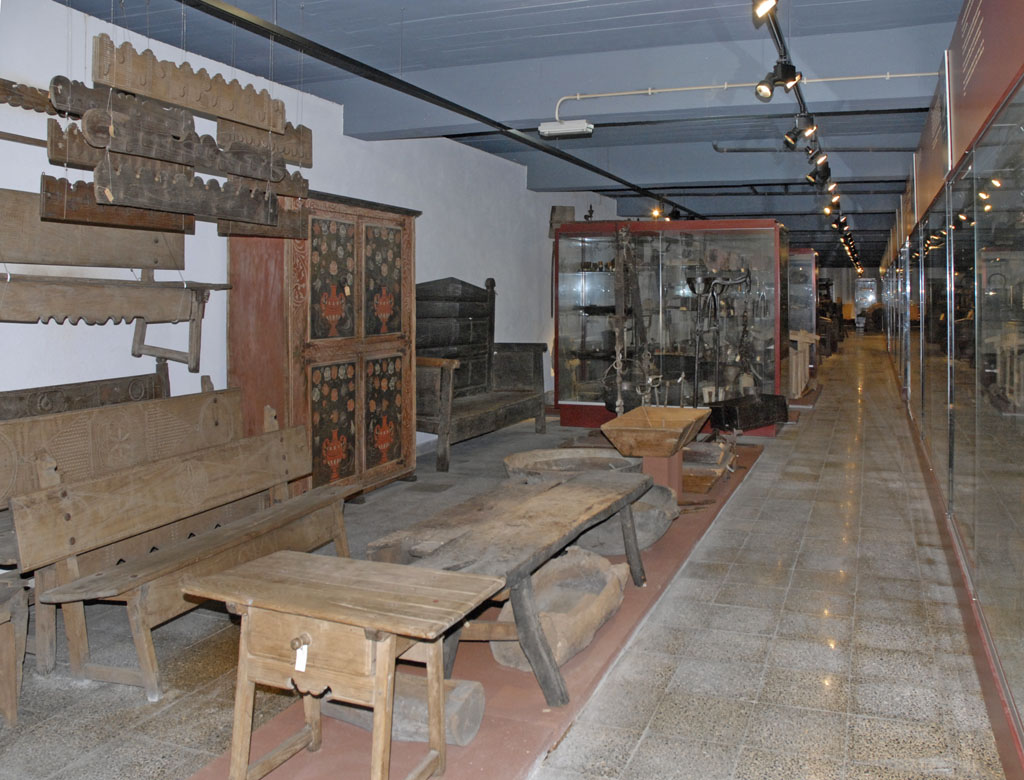
Galerias da Vida Rural do Museu Nacional de Etnologia (Lisboa)

A partir daqui dedica-se exclusivamente à investigação. Acompanhado por Benjamim Pereira e Fernando Galhano percorre o país fazendo recolhas do património material e imaterial português, das quais se destacam a dos instrumentos musicais populares e outros objectos característicos do mundo rural português, entre eles: alfaias agrícolas, abrigos de pastor, equipamento doméstico e sistemas de atrelagem. A maioria destes podem ser vistos nas Galerias da Vida Rural do Museu Nacional de Etnologia, cuja organização ficou a cargo de Benjamim Pereira.  Por sua vez as gravações sonoras de instrumentos musicais e canções tradicionais (algumas delas cantadas  por Catarina Chitas) podem ser ouvidos através do arquivo sonoro do projecto MemoriaMedia. 
Em 1973, após a morte de Jorge Dias, assume a direcção do Centro de Estudos de Antropologia Cultural e do Museu Nacional de Etnologia do qual era sub-director desde a sua criação em 1965, ficando no cargo até à reforma em 1980. 
Faleceu em Lisboa em 14 de Janeiro de 1990. No dia 23 desse mês iria ser homenageado pelos seus pares com a edição de um livro que retrataria a obra.

## Reconhecimento
Foi condecorado duas vezes pelo Estado Português. Primeiro foi agraciado com o grau de Comendador da Ordem do Infante D. Henrique, no dia 30 de Julho de 1984. 
E a segunda vez, foi no dia 25 de Setembro de 1990, em que a título póstumo, distinguido com o grau de Comendador da Ordem Militar de Sant'Iago da Espada. 
A Universidade de Évora distingue-o com o título de Doutor Honoris Causa em 1984. 
É homenageado na revista Trabalhos de Antropologia e Etnologia em 1990 por Vítor Oliveira Jorge. 
A poetisa portuguesa Sophia de Mello Breyner Andersen, dedica-lhe um poema aquando da sua morte, intitulado Para o Ernesto Veiga de Oliveira. 
Os Sétima Legião utilizaram samplers das suas gravações em alguns dos temas do seu último álbum de originais álbum Sexto Sentido, entre eles Em Pedra Dura. 
Foi também homenageado por várias câmaras municipais portuguesas que inseriram o seu nome na toponímia portuguesa, nomeadamente: Almada, Leça da Palmeira, Seixal, Oeiras, Funchal, Beja, entre outros. 

## Publicações (Seleccionadas)
Deixou uma vasta obra publicada, que inclui estudos dedicados à arquitectura, mobiliário, tecnologias tradicionais, festividades, romarias e música popular. Entre elas encontram-se:
- 1956 - Subsídios para o estudo do Entrudo em Portugal: O "Enterro do João" [23]

- 1958 - Casas do Porto [24]

- 1972 - O Jogo do Pau, editado pela Sociedade de geografia de Lisboa [25]

- 1978 - Tecnologia Tradicional Portuguesa: o linho, co-autores Benjamim Pereira e Fernando Galhano, publicado pelo Instituto Nacional de Investigação Científica, ISBN 9726671507 [26]

- 1986 - Instrumentos Musicais Populares dos Açores, edições Fundação Calouste Gulbenkian, ISBN 9789726660170
- 1988 - Festividades Cíclicas em Portugal, Publicações Dom Quixote, ISBN 9789722003353
- 2000 - Instrumentos Musicais Populares Portugueses, edições Fundação Calouste Gulbenkian, ISBN 9789726660750
- 2003 - Arquitectura Tradicional Portuguesa, Publicações Dom Quixote, ISBN 9789722023979